# Una
Una là một thành phố và là nơi đặt hội đồng đô thị (municipal council) của quận Una thuộc bang Himachal Pradesh, Ấn Độ.

## Địa lý
Una có vị trí 31°29′B 76°17′Đ / 31,48°B 76,28°Đ Nó có độ cao trung bình là 369 mét (1210 feet).

## Nhân khẩu
Theo điều tra dân số năm 2001 của Ấn Độ, Una có dân số 15.900 người. Phái nam chiếm 53% tổng số dân và phái nữ chiếm 47%. Una có tỷ lệ 75% biết đọc biết viết, cao hơn tỷ lệ trung bình toàn quốc là 59,5%: tỷ lệ cho phái nam là 77%, và tỷ lệ cho phái nữ là 73%. Tại Una, 12% dân số nhỏ hơn 6 tuổi.